# Velîkîi Bairak, Mirhorod
Velîkîi Bairak (în ucraineană Великий Байрак) este localitatea de reședință a comunei Velîkîi Bairak din raionul Mirhorod, regiunea Poltava, Ucraina.

## Demografie
Componența lingvistică a localității Velîkîi Bairak
     Ucraineană (95,67%)
     Rusă (4,33%)
Conform recensământului din 2001, majoritatea populației localității Velîkîi Bairak era vorbitoare de ucraineană (95,67%), existând în minoritate și vorbitori de rusă (4,33%).